# أبوشتلي
اوبوشتلي، (بالأنجليزية: Opochtli)، كان أحد الآلهة في آلهة الأزتك. كان يعتبر إله الصيد وصيد الأسماك، وكثيرا ما كان يصور وهو يركب دولفين. كما كان يعتبر ممثلاً لإله المطر تلالوك. ويقال أنه اخترع الأطلنل (قاذف الرمح) والشباك وعمود الزورق وفخ الطيور، وله اسم آخر هو إميميتل (Amimitl) الرب الأزتيكي للبحيرات وصيادي الأسماك. 
في لغة الناواتل، اسم "upochtli" يعني "اليد اليسرى" أو "اليد اليسرى". وكان يعتبر الإله الذي رمى رمحه بيده اليسرى. وبما أن الأزتيك نظروا إلى الغرب باعتباره نقطة اتجاههم الأساسية، فقد اعتبر الجنوب على اليسار وفقًا لاتجاههم. وهكذا، ارتبط اوبوشتلي أيضًا بالجنوب. ويقال أنه اخترع أدوات مثل الأطلال، والشبكة، وعمود القارب، ومصيدة الطيور.